# Sinéad Harnett
 Sinéad Monica Harnett (Londres, 12 de octubre de 1990) es una compositora, cantante y actriz británica.

## Carrera
Nacida de una madre tailandesa y de un padre irlandés, Harnett creció en Finchley, al norte de Londres. Asistió a la Arts University Bournemouth, donde estudió para obtener un título en actuación y apareció en producciones estudiantiles de obras de teatro como Las Mil y Una Noches.
Harnett ganó fama como cantante en 2011 cuando, luego de que gracias a una pregunta de opciones en Twitter el artista de hip hop Wiley la seleccionó para que apareciera en su canción «Walk Away» del álbum Chill Out Zone (2011). En 2012, apareció en la cancón «Boiling» de la banda Disclosure de su EP The Face (2012). Lanzó su sencillo debut, «Got Me», en 2013 a través de Black Butter Records. y contribuyó con la composición de algunas canciones y realización de voces de apoyo del álbum debut Home (2013) de la banda británica Rudimental También apareció en el álbum de Ryan Hemsworth, Guilt Trips (2013), en la canción «Small + Lost», y proporcionó voces no acreditadas para el sencillo «So Close» de Kidnap Kid.
Su EP debut, N.O.W, fue lanzado en agosto de 2014 a través de 333 Records; que incluye el sencillo «No Other Way» junto al dúo Snakehips, canción que The Guardian la nombró "la pista de la semana". Otra pista del EP, «Paradise», recibió el mismo honor de The Huffington Post. Snakehips , la incluyó en su sencillo «Days with You». A finales de 2014, estaba grabando su álbum debut con el productor Chris Loco para su lanzamiento en Virgin EMI Records, y fue preseleccionada para el premio "Brand New for 2015" del canal MTV UK. El álbum debía lanzarse originalmente en 2015 que también incluía contribuciones de productores musicales como James Fauntleroy, Chloe Martini, KOZ, TMS y Two Inch Punch. El sencillo líder «She Ain't Me», fue lanzado en junio de 2015, seguido de «Do It Anyway» en septiembre del mismo año.
A principios de 2016, Harnett apareció en el sencillo «Never Say Never?» del rapero Nick Brewer. En agosto, lanzó el EP Sinead Harnett a través de Rinse FM; incluía colaboraciones con GRADES, JD. Reid, Kaytranada y Snakehips.
En junio de 2019, Harnett cantó el Himno Nacional del Reino Unido antes de la derrota de Anthony Joshua a manos de Andy Ruiz Jr. en el Madison Square Garden.
En 2020, Harnett interpretó la voz de la influencer Paige Lee en el videojuego de Wales Interactive Five Dates.
Fuera de la música, Harnett es una fan de toda la vida del Arsenal ya que creció en el norte de Londres.

## Arte

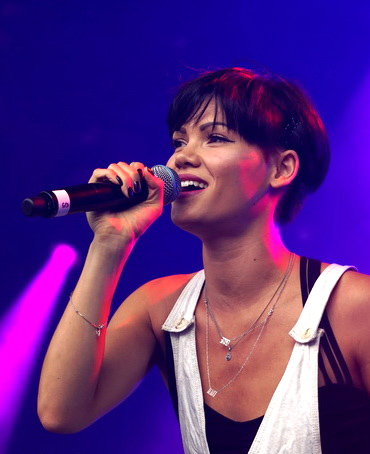
Harnett Actuando en 2015.

Las influencias musicales de Harnett incluyen a Mariah Carey, The Fugees, Whitney Houston, Lauryn Hill, Michael Jackson, Dizzee Rascal, Tina Turner y Amy Winehouse. Billboard escribió en 2013 que "la voz y el rango ricos y conmovedores de Harnett han atraído comparaciones con Adele, pero sus grabaciones son más experimentales y contemporáneas, una marca de pop electrónico melódico con tintes de jazz que recuerda un poco a Jessie Ware o Jhené Aiko".

## Discografía

### Álbumes de estudio
| Título                   | Detalles                                                                                                 |
| ------------------------ | --- |
| Lessons in Love          | - Publicado: 20 de septiembre de 2019 - Sello: Bad Music - Formato: descarga digital, streaming          |
| Ready Is Always Too Late | - Publicado: 21 de mayo de 2021 - Sello: Thairish Limited - Formato: descarga Digital, streaming, vinilo |

### EPs
| Título                    | Detalles                                                                                     |
| ------------------------- | -------------------------------------------------------------------------------------------- |
| Got Me                    | - Publicado: 28 de mayo de 2013 - Sello: Black Butter - Formato: descarga digital, streaming |
| N.O.W                     | - Publicado: 1 de enero de 2014 - Sello: Virgin - Formato: descarga digital, streaming       |
| She Ain't Me              | - Publicado: 7 de junio de 2015 - Sello: Virgin - Formato: descarga digital, streaming       |
| Sinéad Harnett            | - Publicado: 4 de agosto de 2016 - Sello: Rinse - Formato: descarga digital, streaming       |
| Lesson in Love - Acoustic | - Publicado: 17 de abril de 2020 - Sello: Bad Music - Formato: descarga digital, streaming   |

### Mixtapes
| Título      | Detalles                                                                              |
| ----------- | ------------------------------------------------------------------------------------- |
| Chapter One | - Publicado: 1 de junio de 2017 - Sello: Rinse - Formato: descarga digital, streaming |

### Sencillos
| Título                                      | Año  | Álbum                                     |
| ------------------------------------------- | ---- | ----------------------------------------- |
| «Got Me»                                    | 2013 | Got Me                                    |
| «No Other Way» (con Snakehips)              | 2014 | N.O.W                                     |
| «She Ain't Me»                              | 2015 | She Ain't Me                              |
| «Do It Anyway»                              | 2015 | Sencillo sin álbum                        |
| «If You Let Me» (con GRADES)                | 2016 | Sinéad Harnett and Lessons In Love        |
| «Rather Be with You»                        | 2016 | Sinéad Harnett                            |
| «Still Miss You»                            | 2017 | Chapter One                               |
| «Unconditional»                             | 2017 | Chapter One                               |
| «Body»                                      | 2018 | Sencillo sin álbum                        |
| «System» (con JD. Reid)                     | 2018 | Sencillo sin álbum                        |
| «Lessons»                                   | 2018 | Lessons in Love                           |
| «By Myself»                                 | 2019 | Lessons in Love                           |
| «Leo Bear»                                  | 2019 | Lessons in Love                           |
| «Pulling Away» (con Gallant)                | 2019 | Lessons in Love                           |
| «Be the One (Remix)» (con Col3trane)        | 2020 | Lessons in Love                           |
| «Quarantine Queen»                          | 2020 | Sencillo sin álbum                        |
| «Stickin'» (con Masego y VanJess)           | 2020 | Ready Is Always Too Late                  |
| «Real Deal» (con Maths Time Joy & J Warner) | 2020 | Sencillo sin álbum                        |
| «Take Me Away» (con EarthGang)              | 2020 | Ready Is Always Too Late                  |
| «At Your Best (You Are Love)»               | 2021 | Sencillo sin álbum                        |
| «Last Love»                                 | 2021 | Ready Is Always Too Late                  |
| «Hard 4 Me 2 Love You»                      | 2021 | Ready Is Always Too Late                  |
| «Ready Is Always Too Late»                  | 2021 | Ready Is Always Too Late                  |
| «Where You Been Hiding»                     | 2021 | Ready Is Always Too Late (Deluxe Edition) |

### Como artista invitada
| Año  | Canción                                                      | Álbum                 |
| ---- | ------------------------------------------------------------ | --------------------- |
| 2011 | «Walk Away» (de Wiley)                                       | Chill Out Zone        |
| 2012 | «Boiling» (de Disclosure)                                    | The Face EP           |
| 2012 | «What's in Your Head» (de Disclosure) (voces no acteditadas) | The Face EP           |
| 2013 | «So Close» (de Kidnap Kid) (voces no acreditadas)            | Sencillo sin álbum    |
| 2013 | «Home» (de Rudimental)                                       | Home                  |
| 2013 | «Hide» (de Rudimental)                                       | Home                  |
| 2013 | «Baby» (de Rudimental junto a MNEK)                          | Home                  |
| 2013 | «Small + Lost» (de Ryan Hemsworth)                           | Guilt Trips           |
| 2014 | «Days with You» (de Snakehips)                               | Sencillo sin álbum    |
| 2015 | «Treading on Water» (de Rudimental junto a Will Heard)       | We the Generation     |
| 2016 | «Never Say Never?» (de Nick Brewer)                          | Sencillo sin álbum    |
| 2017 | «Love in Ruins» (de Gryffin)                                 | Sencillo sin álbum    |
| 2021 | «Nah» (de Sonny Fodera junto a KOLIDESCOPES)                 | Wide Awake            |
| 2021 | «Phases» (de Jax Jones)                                      | Pokémon 25: The Album |